# Paul Hamm
Paul Elbert Hamm (* 24. září 1982 Washburn, Wisconsin) je bývalý americký gymnasta. Jako první Američan v historii se stal mistrem světa a olympijským vítězem ve víceboji jednotlivců. Jeho těsné vítězství nad jihokorejským reprezentantem Jang Te-jongem na olympiádě 2004 však bylo předmětem diskusí, protože mu k němu pomohla chyba rozhodčích.
Hamm je také trojnásobným mistrem USA ve víceboji. V roce 2004 získal cenu pro nejlepšího amerického amatérského sportovce James E. Sullivan Award. Kariéru ukončil v roce 2008 a vystudoval Ohijskou státní univerzitu.
Gymnastice se závodně věnovali také jeho starší sestra Betsy Hammová a dvojče Morgan Hamm, s nímž společně získali na LOH 2004 stříbrnou medaili v soutěži družstev. Spolu také účinkovali v japonské televizní soutěži Ninja faktor.